# Cuestahedo
Cuestahedo es una localidad del municipio burgalés de Merindad de Montija, en la Comunidad Autónoma de Castilla y León (España). 

## Localidades limítrofes
Confina con las siguientes localidades:
- Al norte con Quintana de los Prados.
- Al noreste con Loma de Montija.
- Al este con Villalázara.
- Al sur con Quintanahedo y Baranda.
- Al suroeste con Bedón.
- Al noroeste con Espinosa de los Monteros.

## Demografía
Evolución de la población
| Gráfica de evolución demográfica de Cuestahedo entre 2000 y 2017   |
|                                                                    |
| Población de derecho (2000-2017) según el padrón municipal del INE |

## Historia
Así se describe a Cuestahedo en el tomo VII del Diccionario geográfico-estadístico-histórico de España y sus posesiones de Ultramar, obra impulsada por Pascual Madoz a mediados del siglo XIX:

Aldea en la provincia, diócesis, audiencia territorial y capitanía general de Burgos (15 leguas), partido judicial de Villarcayo (2 ½), ayuntamiento titulado de la Merindad de Montija; Situada en una ladera donde le combaten los vientos del N y SO; el clima es frío, y las enfermedades más comunes, constipados y apoplejías. Tiene 11 casas y una iglesia parroquial (los Santos Gervasio y Protasio), con un anejo en Quintanahedo, ambas servidas por un cura párroco; las aguas de que se sirve el vecindario para su consumo doméstico son bastante buenas. Confina el término N Espinosa de los Monteros; E Villataras; S Quintanahedo, y O Bedón. El terreno es de mediana calidad, encontrándose en varios puntos algunos robles y olmos pertenecientes a particulares; los caminos son de pueblo a pueblo y se hallan en mediano estado. Producciones: trigo, cebada, legumbres y patatas en abundancia; ganado yeguar, vacuno, lanar y caza de liebres y perdices. Industria: la agrícola. Población: 6 vecinos, 23 almas. Capital productivo: 14.000 reales. Imponible: 4.216.
Diccionario geográfico-estadístico-histórico de España y sus posesiones de Ultramar